# Golpe de aríete
Golpe de aríete designa as variações de pressão decorrentes de variações da vazão, causadas por alguma perturbação, voluntária ou involuntária, que se imponha ao fluxo de líquidos em condutos, tais como operações de abertura ou fechamento de válvulas, falhas mecânicas de dispositivos de proteção e controle, parada de turbinas hidráulicas e ainda de bombas causadas por queda de energia no motor, havendo, no entanto, outros tipos de causas. 

## O golpe de aríete em sistemas hidráulicos
Em hidráulica, a análise dos vários aspectos que a compreende, se defronta com um tema dos mais complexos e que nos últimos tempos tem tido notáveis progressos, que é o que se refere aos fenômenos transitórios. O desenvolvimento deste tema tem se verificado não só devido à sua grande importância em projetos de sistemas hidráulicos, mas também devido às contribuições dos incessantes avanços da informática. Dentre esses fenômenos, o mais comum, que ocorre com muita frequência, e um dos mais interessantes, é o que se conhece como golpe de aríete. 
Por golpe de aríete se denominam as variações de pressão decorrentes de variações da vazão, causadas por alguma perturbação, voluntária ou involuntária, que se imponha ao fluxo de líquidos em condutos, tais como operações de abertura ou fechamento de válvulas, falhas mecânicas de dispositivos de proteção e controle, parada de turbinas hidráulicas e ainda de bombas causadas por queda de energia no motor, havendo, no entanto, outros tipos de causas. 
É o caso típico de condutos de recalque providos de válvulas de retenção logo após a bomba, e sem dispositivos de proteção. Neste caso a situação de ocorrência do golpe de forma mais desfavorável e com mais frequência, é aquela decorrente da interrupção brusca da energia elétrica fornecida ao motor da bomba que alimenta o conduto. É nesta situação onde corriqueiramente se verificam valores extremos para o golpe de aríete. 
Durante o fenômeno do golpe de aríete, a pressão poderá atingir níveis indesejáveis, que poderão causar sérios danos ao conduto ou avarias nos dispositivos nele instalados. Danos como ruptura de tubulações por sobrepressão, avarias em bombas e válvulas, colapso de tubos devido a vácuo, etc.

### A análise
Assim é que torna-se necessária, na engenharia hidráulica, a análise do golpe, para que se possa quantificá-lo numericamente e, com isto, tornar possível a adoção de medidas preventivas cabíveis, que venham anular ou minimizar seus efeitos indesejáveis. Efetivamente, esta análise se faz necessária, porque o desconhecimento dos efeitos do golpe de aríete pode ocasionar o super ou o subdimensionamento, isto é, projetos de sistemas de tubulações com espessuras de parede desnecessariamente elevadas ou perigosamente reduzidas. 
Contudo o golpe de aríete é um fenômeno não muito fácil de se compreender intuitivamente, de modo que com os métodos tradicionais de cálculo, o profissional encontra, em geral, dificuldades para interpretá-lo corretamente. Somente com o aparecimento dos computadores é que o cálculo pôde ser automatizado, o que possibilitou a análise pormenorizada do golpe de aríete, mesmo nas condições de maior complexidade, tal como ocorre nos sistemas ramificados e malhados. 
Com os recursos de processamento por computador atualmente existentes, o método considerado como o mais potente e versátil para a análise e resolução de problemas de golpe de aríete, é o método das características. No Brasil este método é recomendado para esta finalidade pela Associação Brasileira de Normas Técnicas (ABNT), por meio da NBR-12215/1992, na elaboração de projetos de sistemas de adução de água. Consiste num procedimento computacional de cálculo, para resolução das equações diferenciais do movimento e da continuidade, sob a forma numérica e de modo sistematizado, suficientemente preciso para representar e predizer o fenômeno. 
A experiência de muitos anos de engenheiros, universidades e empresas, em hidráulica de tubulações, sendo que grande parte deste tempo com pesquisa e investigação sobre o golpe de aríete, com um universo incontável de trabalhos já realizados e publicados sobre este tema, habilita e credencia estes profissionais e entidades a oferecerem suporte técnico, para análise e estudos sobre este fenômeno, em projetos de sistemas hidráulicos que estejam em estudos, em desenvolvimento ou já executados, especialmente em adutoras de recalque. 
Utilizando os recursos computacionais citados, os profissionais, especializados em hidráulica, estão capacitados a realizar estudos sobre o golpe de aríete, e a apresentar relatórios técnicos com os resultados de cálculos representando numericamente a evolução da vazão e da pressão, durante a ocorrência do fenômeno, ao longo de toda uma tubulação, de acordo com a variação do tempo, bem como a indicação das pressões máximas e mínimas previsíveis, levando em conta os componentes presentes no sistema, de modo a se determinar corretamente as classes de pressão necessárias para a tubulação, e/ou os tipos de dispositivos de proteção contra o golpe, mais adequados para toda a adutora.

## Considerações sobre a análise do golpe de aríete em sistemas hidráulicos. Condutos por bombeamento e por gravidade
Por golpe de aríete se denominam as variações de pressão decorrentes de variações da vazão, motivadas por alguma perturbação, voluntária ou não, que se cause ao fluxo de líquidos no interior de condutos, sendo a intensidade do golpe proporcional à variação da vazão. Os casos mais frequentes ocorrem nas manobras de válvulas e nas paradas de bombas e turbinas hidráulicas. 
No caso de condutos por gravidade, a manobra de válvulas (abertura ou fechamento) poderá ser determinada pela ação direta do operador, resultando, portanto, que a variação da vazão considerada, é uma variável sobre a qual se pode atuar. 
Já em condutos por bombeamento, a parada de bombas motivada por interrupção da energia elétrica fornecida ao motor, salvo alterações do sistema, consiste de uma manobra não determinada diretamente pela ação do operador, mas pela própria natureza do sistema, resultando, portanto, que a variação da vazão neste caso, é uma variável sobre a qual não se pode atuar.

### Comentários sobre a ocorrência de golpe de aríete em sistemas hidráulicos
Por golpe de aríete se denominam as variações de pressão decorrentes de variações da vazão, causadas por alguma alteração, voluntária ou involuntária, imposta ao fluxo de líquidos no interior de condutos. Isto quer dizer que o golpe de aríete ocorre quando se aumenta ou diminui a vazão, porém de uma maneira suficientemente rápida para que as forças elásticas do líquido e do conduto sejam mobilizadas, dando origem a ondas de pressão que se propagam ao longo do conduto. 
Em condutos de recalque providos de válvulas de retenção logo após a bomba, e sem dispositivos de proteção contra o golpe, a situação de ocorrência do golpe de aríete de forma mais desfavorável, e que se verifica com mais frequência, é aquela decorrente da interrupção brusca do fornecimento de energia elétrica ao motor da bomba que alimenta o conduto. É nesta situação onde corriqueiramente se verificam valores extremos para o golpe. 
No instante em que ocorre a interrupção, se inicia, devido à diminuição da rotação do motor, uma variação da pressão na coluna líquida, imediatamente à jusante da bomba, que se propaga na forma de onda até o final do conduto, onde se reflete e retrocede até a bomba. Encontrando a válvula de retenção fechada a pressão se eleva e reflete-se novamente para o final do conduto, e assim sucessivamente, ao mesmo tempo em que a amplitude destas ondas de pressão vão sendo gradativamente amortecidas devido ao atrito interno. 
A celeridade é o parâmetro utilizado para caracterizar as propriedades de deformabilidade do conduto e compressibilidade do líquido que escoa no seu interior, durante as variações de pressão que ocorrem no golpe de aríete. 
A inércia das massas girantes tem significativa influência na magnitude do golpe de aríete decorrente da interrupção do fornecimento de energia ao grupo motobomba. O valor deste parâmetro, tanto para motores quanto para bombas, é fornecido pelos fabricantes destes equipamentos, em seus manuais. 
A condição de operação da bomba é expressa por uma curva altura versus vazão, do tipo parábola, cujos coeficientes são obtidos por regressão a partir de dados fornecidos, também, pelos fabricantes dos equipamentos. 
Já em condutos por gravidade sem dispositivos de proteção contra o fenômeno do golpe de aríete, a situação de ocorrência de forma mais desfavorável, é aquela decorrente da manobra de fechamento total rápido de válvula de seccionamento instalada no conduto.

## Dispositivos de proteção contra o golpe de aríete
Um projeto cuidadoso de tubulação de recalque, deve incluir uma adequada investigação e especificação de equipamentos e dispositivos, com vistas a se evitar transientes indesejáveis. 
Em alguns casos são especificadas tubulações com classes de pressão capazes de suportar as sobrepressões e depressões previstas. Porém estas variações de pressão na tubulação, submetem o material constitutivo do tubo a variações de tensões, que podem levá-lo à fadiga, o que não é recomendável para sua boa conservação. Portanto, um bom procedimento seria valer-se de algum tipo de proteção capaz de minimizar estas variações de pressão 
Assim, uma vez calculado o golpe de aríete, causado pela parada do grupo eletrobomba, já se pode analisar a conveniência e os meios de minimizá-lo. 
A seleção de um ou vários dispositivos de proteção deverá resultar da análise de um número conveniente de alternativas que possibilitem eleger aquela de melhor resposta, considerando a eficiência, a economia, a natureza, a frequência de manutenção, etc. 
Os dispositivos de proteção contra o golpe de aríete devem, portanto, ter por efeito limitar os valores da sobrepressão e da depressão. Alguns dispositivos utilizados para este fim são descritos nos tópicos que se seguem. 

## Volantes de inércia
Os volantes de inércia são dispositivos que atuam na proteção contra as depressões, devido à influência do tempo de parada no golpe de aríete. Ao se incorporar um volante ao grupo motobomba, sua inércia retardará a perda de rotações, aumentando o tempo de parada do conjunto e, consequentemente, diminuirá a intensidade do golpe. Devido à diminuição da depressão máxima, somente de forma indireta as sobrepressões serão atenuadas com estes dispositivos. 
Assim, com a incorporação adequada de volantes, qualquer instalação poderá resultar em manobra lenta.
Quanto à utilização deste dispositivo de proteção, é importante ressaltar que o acoplamento de volantes a grupos motobomba, apesar da aparente simplicidade, introduz uma questão de ordem eletromecânica, pois quanto mais seu peso aumenta, mais potente deverá ser o motor para vencer a inércia do volante na partida e maior será a intensidade de corrente elétrica, elevando os custos de investimento e operação. Portanto, este tipo de proteção fica bastante limitado na prática, podendo, eventualmente, o uso de ventosas, por exemplo, eliminar o vácuo com um custo significativamente inferior. 

## Ventosas
As ventosas são, também, dispositivos que atuam na proteção contra as depressões, uma vez que permitem a entrada de ar na tubulação através de um orifício localizado na parte superior da ventosa, limitando o valor da depressão ao da pressão atmosférica. Entre os vários modelos existentes, um tipo comum é a ventosa com flutuador esférico. 
Com a pressurização da linha, a água deslocará o flutuador para cima, em direção ao orifício de passagem do ar, mantendo-o fechado. Quando, decorrente do golpe de aríete na seção onde se encontra instalada a ventosa, a pressão cair, o nível da água descerá, movimentando o flutuador para baixo, abrindo o orifício e permitindo a entrada de uma quantidade de ar para a tubulação, que evitará a formação de vácuo, impedindo o colapso do conduto. Quando novamente a pressão aumentar, estando a ventosa instalada em ponto conveniente da linha, esta possibilitará também a saída do ar contido na tubulação, que deverá ser de maneira controlada para evitar sobrepressão.
As ventosas que controlam a velocidade de saída do ar são conhecidas como slow-closing, anti-slam ou de fechamento lento. Estas tem dimensionamento específico para cada aplicação, visando evitar a ocorrência de choque hidráulico proveniente da reaproximação da coluna líquida. Cada diâmetro de rede tem uma velocidade de aproximação adequada, variando conforme o material, espessura e regime de trabalho.

## Reservatórios unidirecionais
Os reservatórios unidirecionais, inventado pelo engenheiro hidráulico americano John Parmakian,  também são dispositivos que atuam na proteção contra as depressões, pois alimentam a linha de recalque quando a carga piezométrica nesta atingir valores inferiores ao do nível da água neste reservatório, evitando, desta forma, que a linha piezométrica cause vácuo na linha. 
A interligação do reservatório unidirecional à tubulação de recalque, deverá conter válvula de retenção para evitar o retorno do escoamento, e a recarga é feita através de um sistema do tipo torneira de boia. 

## By-pass
O by-pass também é um dispositivo que atua na proteção contra as depressões. Seu funcionamento é idêntico ao do reservatório unidirecional, com a diferença apenas de que a referência será o nível da água do reservatório de alimentação da bomba, isto é, atuará quando a carga piezométrica na tubulação de recalque atingir valores inferiores ao do nível do reservatório de alimentação da bomba.

## Chaminés de equilíbrio
As chaminés de equilíbrio, ou stand pipes, são dispositivos que atuam, ao mesmo tempo, na proteção contra as depressões e contra as sobrepressões, visto que possibilitam a oscilação em massa da água entre a chaminé e o reservatório de descarga, evitando-se, neste trecho, a ocorrência de variações elevadas de pressões. 
Com a parada do grupo motobomba, e consequente redução da pressão na tubulação, o nível da água na chaminé (localizada próxima da válvula de retenção) desce, alimentando a linha de recalque, reduzindo a variação da vazão, e, com isto, reduzindo o valor da depressão. Em seguida, com a inversão do fluxo e fechamento da válvula de retenção, o nível da água sobe, transformando a energia cinética em potencial, e, assim, reduzindo o valor da sobrepressão. 
Desta forma, com o afluxo e oscilação da água na chaminé, os efeitos do golpe de aríete entre esta e o reservatório são evitados. Portanto a chaminé de equilíbrio deverá estar tão próxima quanto possível da válvula de retenção. Deverá também ter tamanho adequado para não extravasar, a não ser que conte com vertedouro, e nem esvaziar para não permitir a entrada de ar na tubulação. 
As chaminés simples são unidas, em sua parte inferior, sem estreitamentos, à tubulação de recalque. As chaminés com orifício possuem em sua parte inferior estreitamentos (estrangulamentos) que introduzem perdas de carga na passagem da água, contribuindo para que a carga em excesso seja dissipada, sendo, por isto, mais vantajosas que as simples. Eventualmente, além do orifício, poderia haver uma tubulação de união entre a chaminé e a tubulação de recalque. A chaminé de equilíbrio diferencial é uma associação das duas anteriores citadas.

### Comentário sobre a chaminé de equilíbrio
Tal como os reservatórios unidirecionais, as chaminés de equilíbrio põem a água em contato com a atmosfera. Portanto, em se tratando de água potável, cuidados devem ser tomados para evitar contaminação. 
Ademais, fora as considerações de natureza construtiva e econômica, as chaminés de equilíbrio constituem dispositivos de elevada eficácia na proteção contra o golpe de aríete.

## Reservatórios hidropneumáticos
Os reservatórios hidropneumáticos, como as chaminés de equilíbrio, são também dispositivos que atuam, ao mesmo tempo, na proteção contra as depressões e contra as sobrepressões, pois são recipientes fechados que contêm ar (ou gás) e água, e por isto, possibilitam a oscilação da massa de água entre este recipiente e o reservatório de descarga, com amortecimento, devido ao ar (ou gás), evitando que ocorra neste trecho, variações elevadas de pressões.

### Comentário sobre o reservatório hidropneumático
Este tipo de dispositivo tem a desvantagem de sofrer perdas de ar por fugas ou dissolução na água. Assim, para repor a quantidade de ar perdida, a fim de manter o volume de ar requerido, torna-se necessária a utilização de compressores de ar, cuja frequência de uso, dependendo do porte da instalação, implicará custos que poderão ser decisivos na escolha destes dispositivos. O ar pode ser separado por uma membrana flexível ou por um pistão, resultando em custos que, da mesma forma, irão influenciar na decisão. 

## Válvulas de alívio
As válvulas de alívio são dispositivos que atuam na proteção contra as sobrepressões, pois, através de mecanismos de regulagem, abrem-se quando a pressão excede a valores pré-fixados, permitindo a saída de uma quantidade de água até que a pressão caia abaixo do valor estabelecido, quando, então, fecham-se imediatamente. Desta forma, controlam o excesso de pressão, mantendo a pressão estabilizada. 
Dado à pequena compressibilidade da água e ao curto tempo de ocorrência do golpe, é de se esperar que para estabilizar a pressão, a quantidade de água extravasada não seja importante. 
O funcionamento destas válvulas é por meio de molas que acionam um tampão, ou através de mecanismos mais aperfeiçoados (válvulas compensadas) que conferem às mesmas maior precisão e eficácia. 
Estes dispositivos, que devem ser instalados no trecho que se deseja proteger contra os efeitos da sobrepressão, devem abrir-se a uma pressão pré-fixada na ordem de aproximadamente 10% acima da pressão manométrica. Este número é um limite prático médio recomendado por diversos especialistas. 
Uma característica importante requerida para estas válvulas é que tenham uma baixa inércia, de forma que possam abrir antes que a pressão estabelecida (pré-fixada) possa ser, em muito, excedida. Esta característica associada a um fechamento amortecido dará uma grande eficácia à válvula de alívio. 
Cabe ainda ressaltar que a utilização destas válvulas requer um programa de manutenção cuidadoso e contínuo, e assim sendo, as válvulas de alívio podem vir a ser uma solução viável e bem econômica.

## Válvulas de retenção
As válvulas de retenção são dispositivos que, por servirem para impedir a inversão do fluxo num conduto, atuam na proteção contra as sobrepressões. 
Um tipo muito comum de válvula de retenção é o de portinhola, a qual se move por um mecanismo de rotação em torno de um eixo horizontal situado em sua parte superior. 
Há, no entanto, outros tipos de válvulas de retenção, onde se incluem as de alta tecnologia, cuja concepção permite que o fechamento seja lento e acabe um pouco antes da inversão, com o propósito de minorar a sobrepressão. 
A portinhola abre-se com o próprio movimento da água e fecha-se quando cessa o movimento, de modo a impedir o retorno da coluna de água. Assim, se instaladas convenientemente em uma linha de recalque, isolam entre si trechos da tubulação, possibilitando que trechos situados em níveis inferiores fiquem aliviados das cargas dos trechos de níveis superiores. Com base neste princípio é que se instalam válvulas de retenção nas saídas das bombas, isolando-as da linha de recalque, pois a sobrepressão atua e tem o seu valor máximo exatamente até a válvula, ficando, por conseguinte, a bomba protegida. Isto pode ser aplicado em outros trechos da tubulação onde se queira proteger contra as sobrepressões. 
Como não poderia deixar de ser, a utilização destas válvulas também requer uma manutenção cuidadosa e contínua, pois, como mostrado, fora as considerações de natureza econômica, podem vir a ser uma solução satisfatória em muitos problemas de transientes indesejáveis. 

## Outros meios de proteção
O golpe de aríete é sempre proporcional à variação da velocidade, a qual varia com o inverso do quadrado do diâmetro. Desta forma, aumentos no diâmetro da tubulação trazem significativas reduções no golpe de aríete. 
Redução do golpe também pode ser obtida reduzindo-se a celeridade. Então, tubulações com menores celeridades produzirão golpes de aríete com menor magnitude. Os tubos plásticos propiciam celeridades bem menores que os tubos metálicos e de fibrocimento, para uma mesma bitola e classe de pressão.
Por exemplo, numa tubulação de 2 500 m de comprimento, diâmetro nominal 150 mm, recalcando água a 34 m de altura, com vazão de 10 l/s, com a utilização de tubos de fibrocimento classe 20 (celeridade 960,86 m/s), o golpe (decorrente do corte súbito da energia fornecida ao motor) ultrapassa a marca dos 55 mca, enquanto que se se utilizasse tubos PVC também classe 20 (celeridade 346,95 m/s) o valor do golpe não chegaria a 19 mca, isto é, um terço do valor inicial, com a vantagem ainda, neste caso, da não ocorrência de vácuo e consequente dispensa do volante de inércia. 
Outros aspectos, tais como comprimento da tubulação, rotação das bombas, etc., devem ser analisados. 

## Comentários finais
A adoção de dispositivos de proteção, como os aqui comentados, ou outros dispositivos controladores de fluxo e pressão, juntamente com os procedimentos operacionais, geralmente podem constituir meios de manter os efeitos dos transientes dentro de limites satisfatórios. Em algumas situações pode também se tornar interessante a combinação desses dispositivos. Por exemplo, se a adoção de uma chaminé de equilíbrio ou um reservatório hidropneumático vier a ser uma solução inviável, a associação de ventosas com válvulas de alívio poderá vir a ser uma opção favorável, visto que, juntas, atuam na proteção contra as sobrepressões e depressões.

### Artigos externos sobre o golpe de aríete
Dois artigos em português com aprofundamentos no cálculo do golpe de aríete estão disponibilizados em formato PDF nos seguintes links:
1- O golpe de aríete em tubulações de recalque. Análise simplificada
2- O golpe de aríete em condutos. Análise pelo método das características
O primeiro apresenta elementos para cálculo do golpe de aríete, que possibilitam a sua determinação, com base nas equações de Allievi, Michaud e Rosich, aplicáveis a casos simples de escoamentos transitórios, que ocorrem em tubulações de recalque. Não tem, portanto, o objetivo de apresentar teoria de transientes hidráulicos nem modelações para resolução do fenômeno em situações mais complexas. Pretende apresentar um meio simples de cálculo, expedito e de fácil compreensão.
Já o segundo analisa do golpe de aríete com base no método das características, que pode ser aplicado a situações de maior complexidade, tal como sistemas ramificados e malhados, desenvolvendo o seu modelo matemático, bem como apresentando algumas das condições de contorno mais usualmente empregadas na prática do dia a dia. Apresenta um programa de cálculo desenvolvido para computador digital e outro para calculadora programável, para análise do golpe, decorrente da parada de bombas, em tubulações de recalque sem dispositivos de proteção, contendo a montante o grupo eletrobomba com válvula de retenção, englobando-se os casos de existência de volantes de inércia, e a jusante um reservatório de nível constante.